# 隐脉红山茶
隐脉红山茶（学名：Camellia cryptoneura）是山茶科山茶属的植物。分布于中国大陆的广西等地，目前尚未由人工引种栽培。